# Gennaro Olivieri
(Gennaro Olivieri e Guido Pancaldi)
Gennaro Olivieri (Neuchâtel, 5 luglio 1922 – Neuchâtel, 2 febbraio 2009) è stato un personaggio televisivo e arbitro di hockey su ghiaccio svizzero.

## Carriera

### Sport
Nella sua carriera arbitrò 200 partite internazionali di hockey, 8 campionati mondiali (in particolare 5 finalissime) e l'Olimpiade di Innsbruck nel 1964.

### Televisione
Olivieri è noto al grande pubblico per essere stato giudice di gara del celebre programma televisivo Giochi senza frontiere dal 1965 al 1982 (e delle sue versioni invernali Giochi sotto l'albero e Questa pazza pazza neve) insieme all'amico e collega Guido Pancaldi, che lo affiancò a partire dal 1966.
È stato l'arbitro internazionale con più presenze ai JSF. Il suo conto alla rovescia: "Attention... trois, deux, un..." è rimasto tra gli slogan televisivi più noti e amati dal grande pubblico che in quegli anni seguivano i giochi ogni settimana.